# لئون (اسپانیا)
لئون (اسپانیایی: León) مرکز استان لئن در بخش خودمختار کاستیا-لئن اسپانیا است.
جمعیت آن ۱۳۵٬۰۵۹ نفر (۲۰۰۷) و مساحتش ۳۹٫۲ کیلومتر مربع است.مردم اصیل شهر به زبان لئونی تکلم می‌کنند.

## نگارخانه

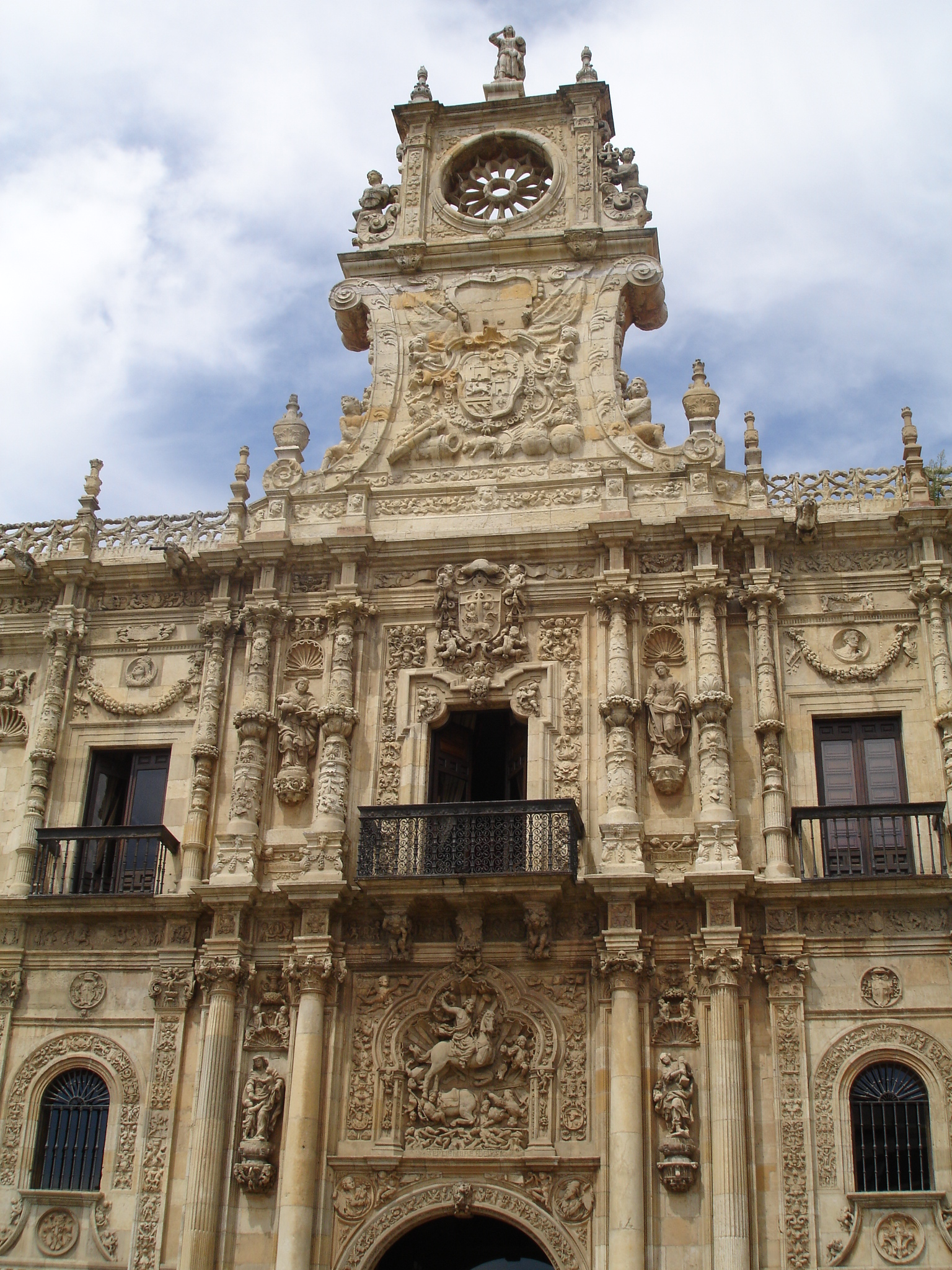
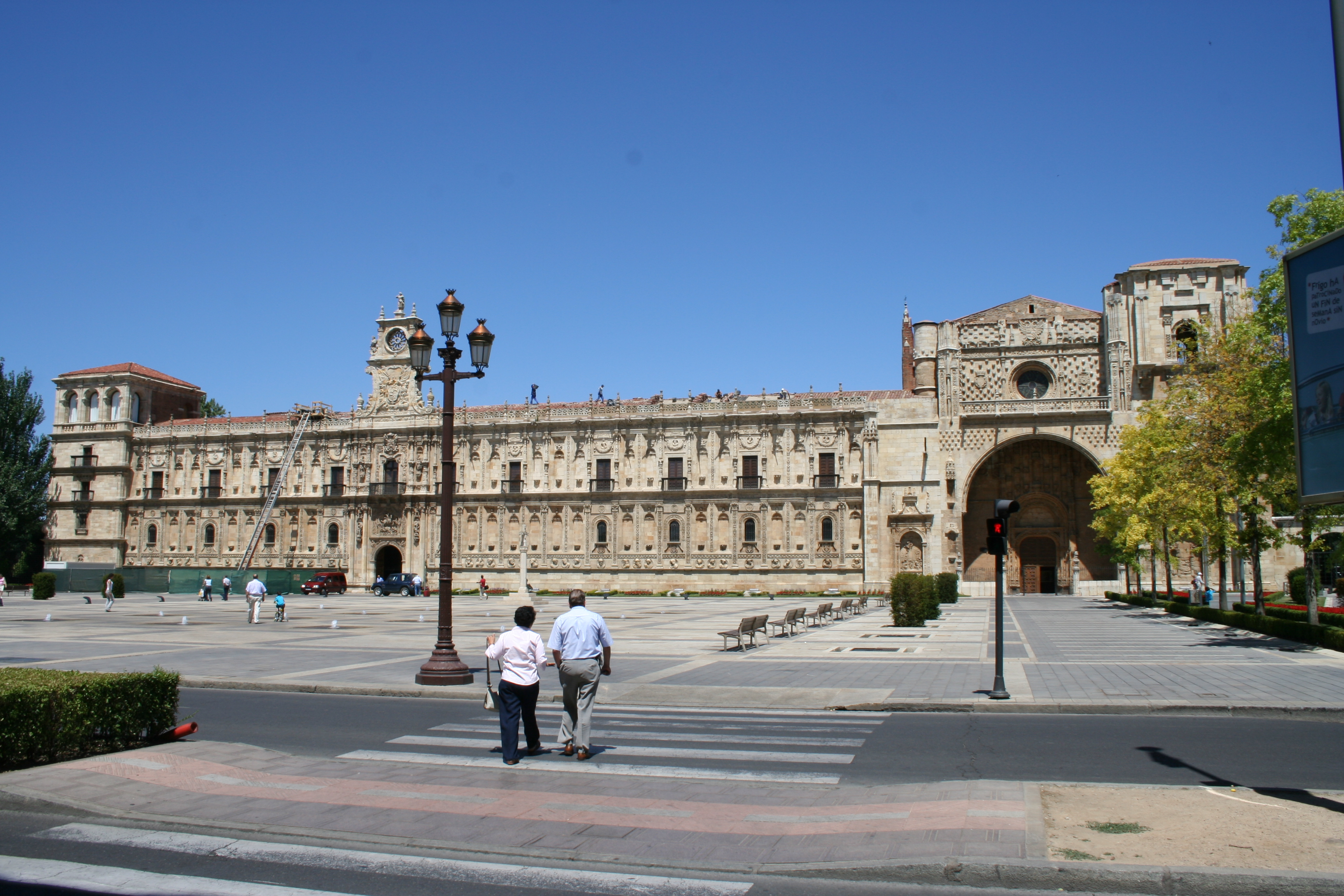
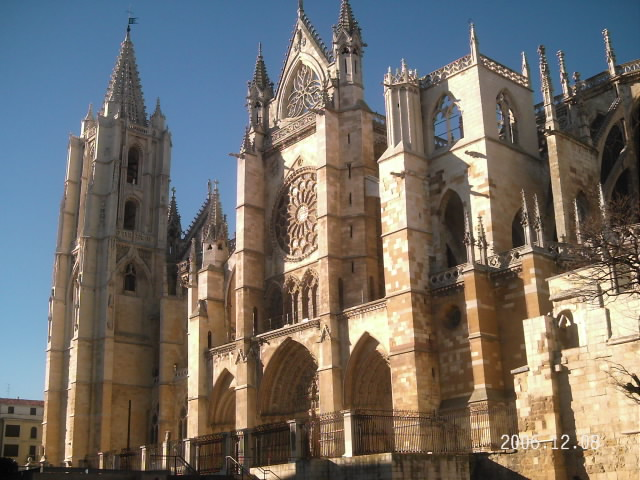
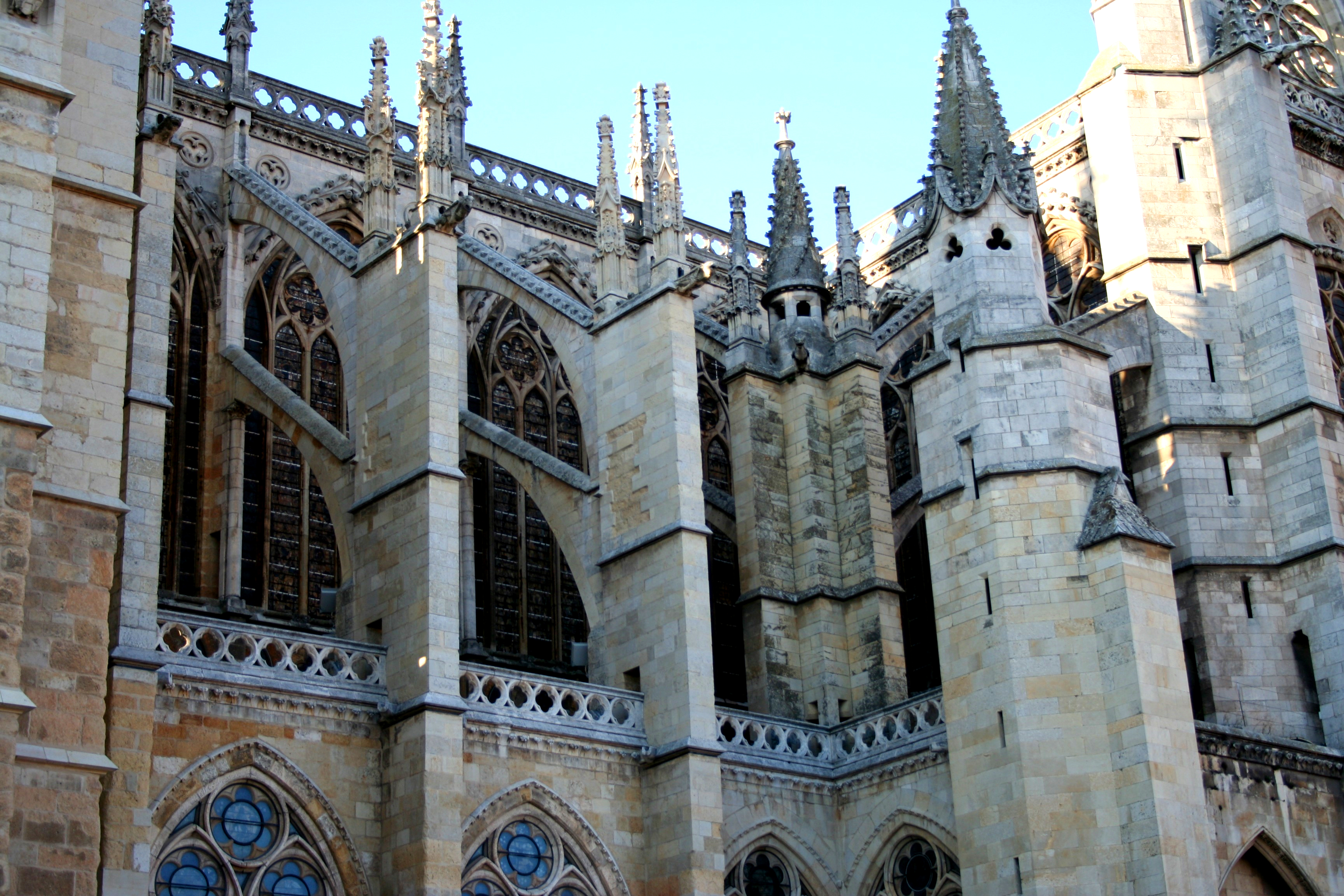
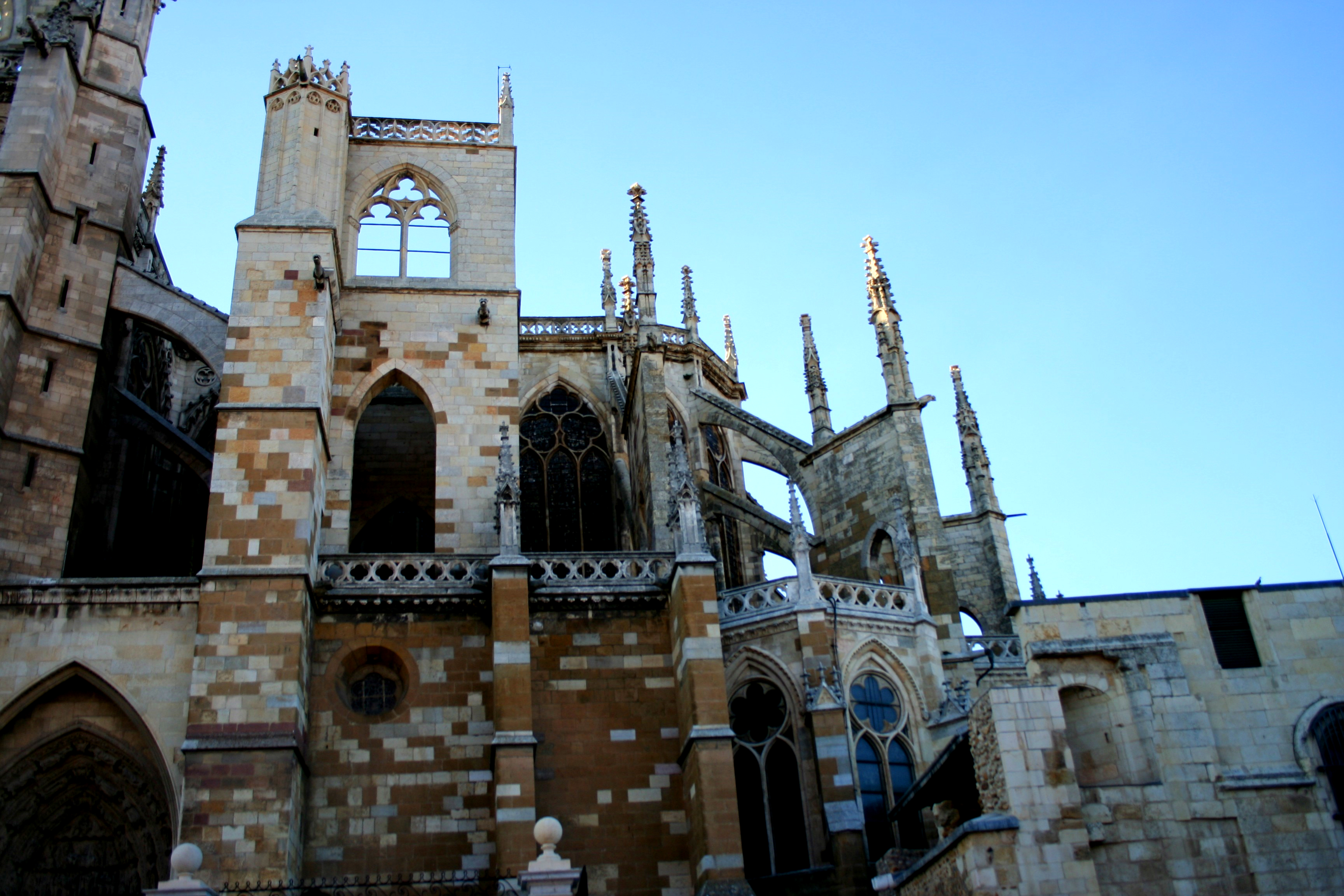
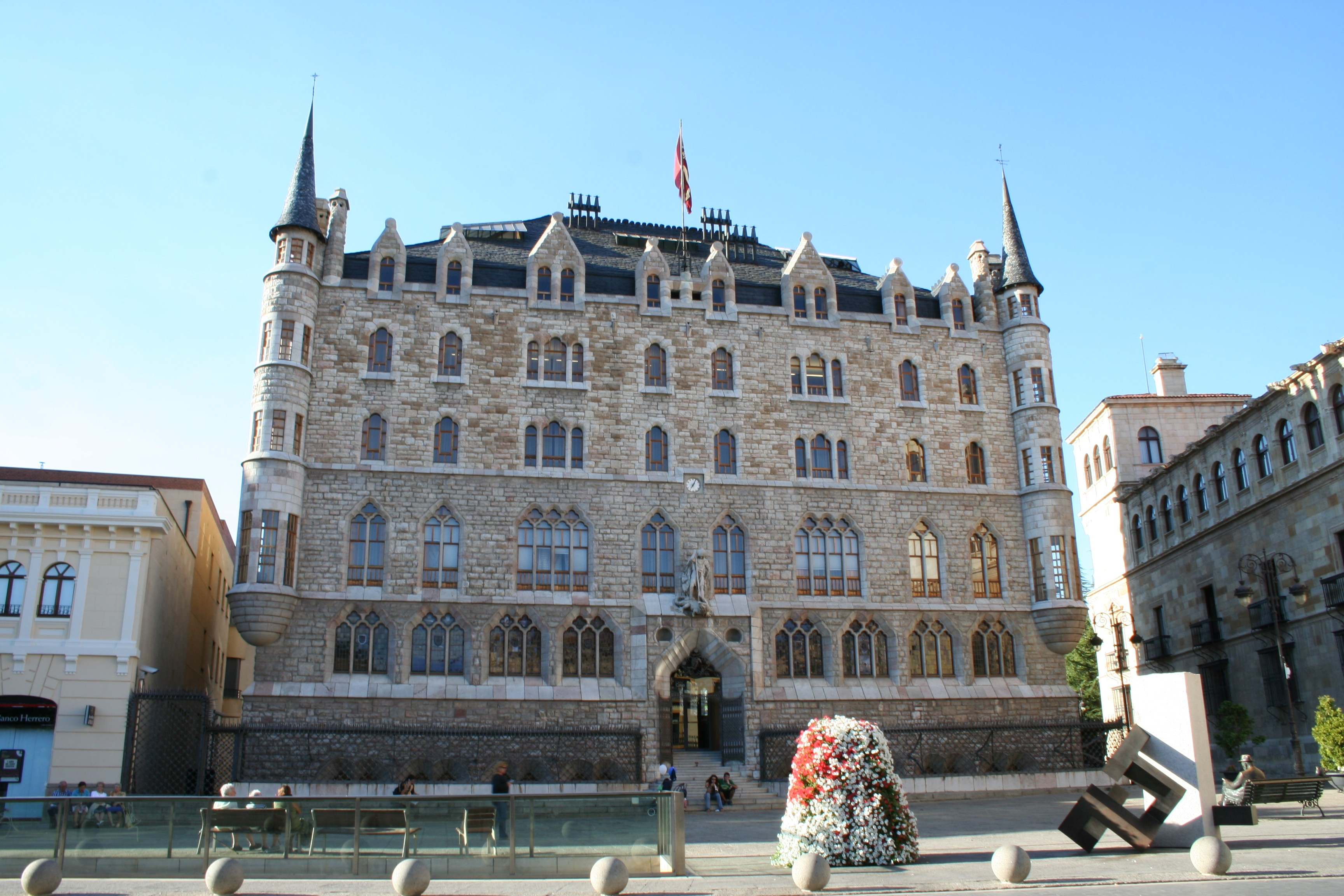
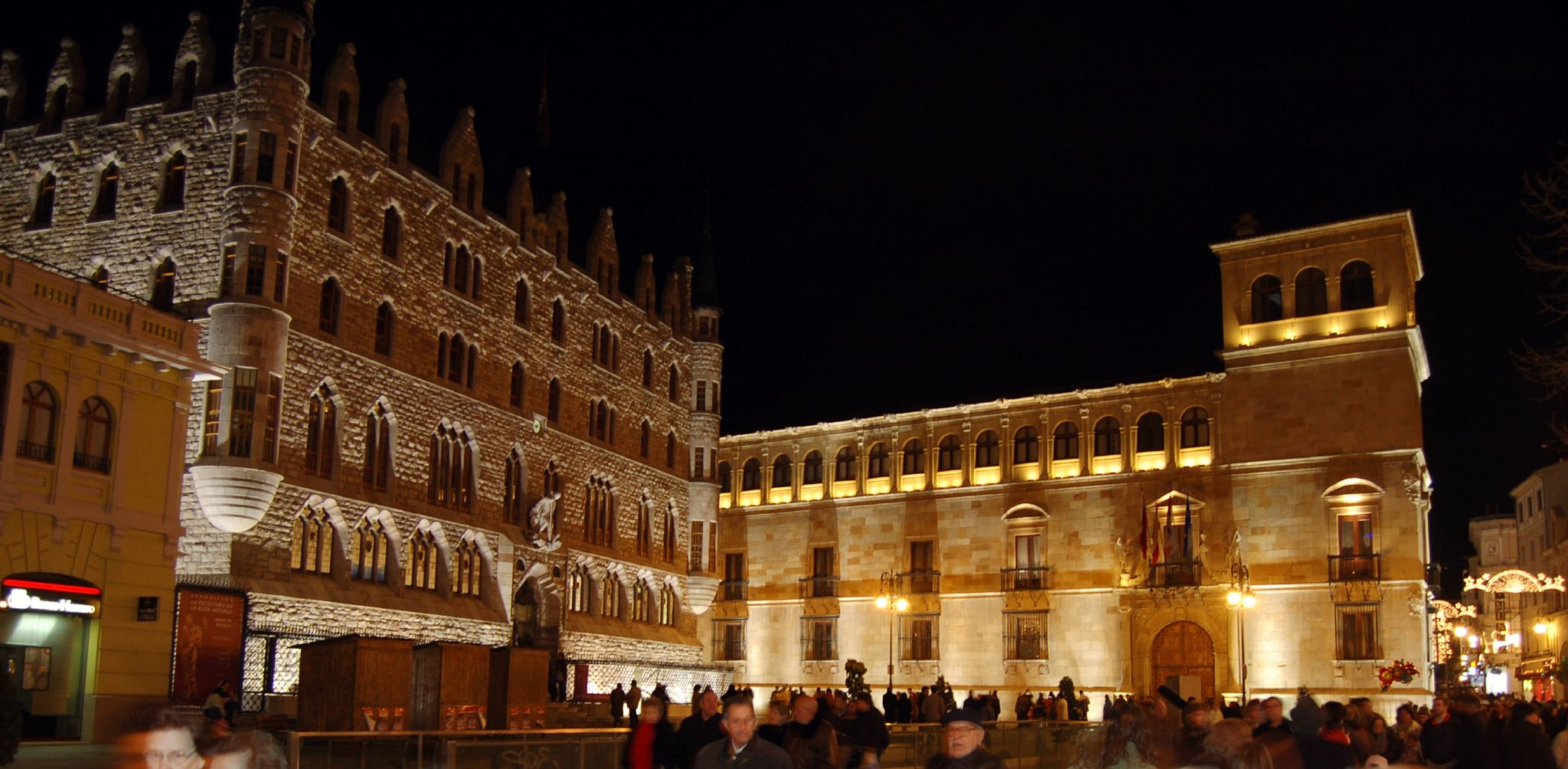
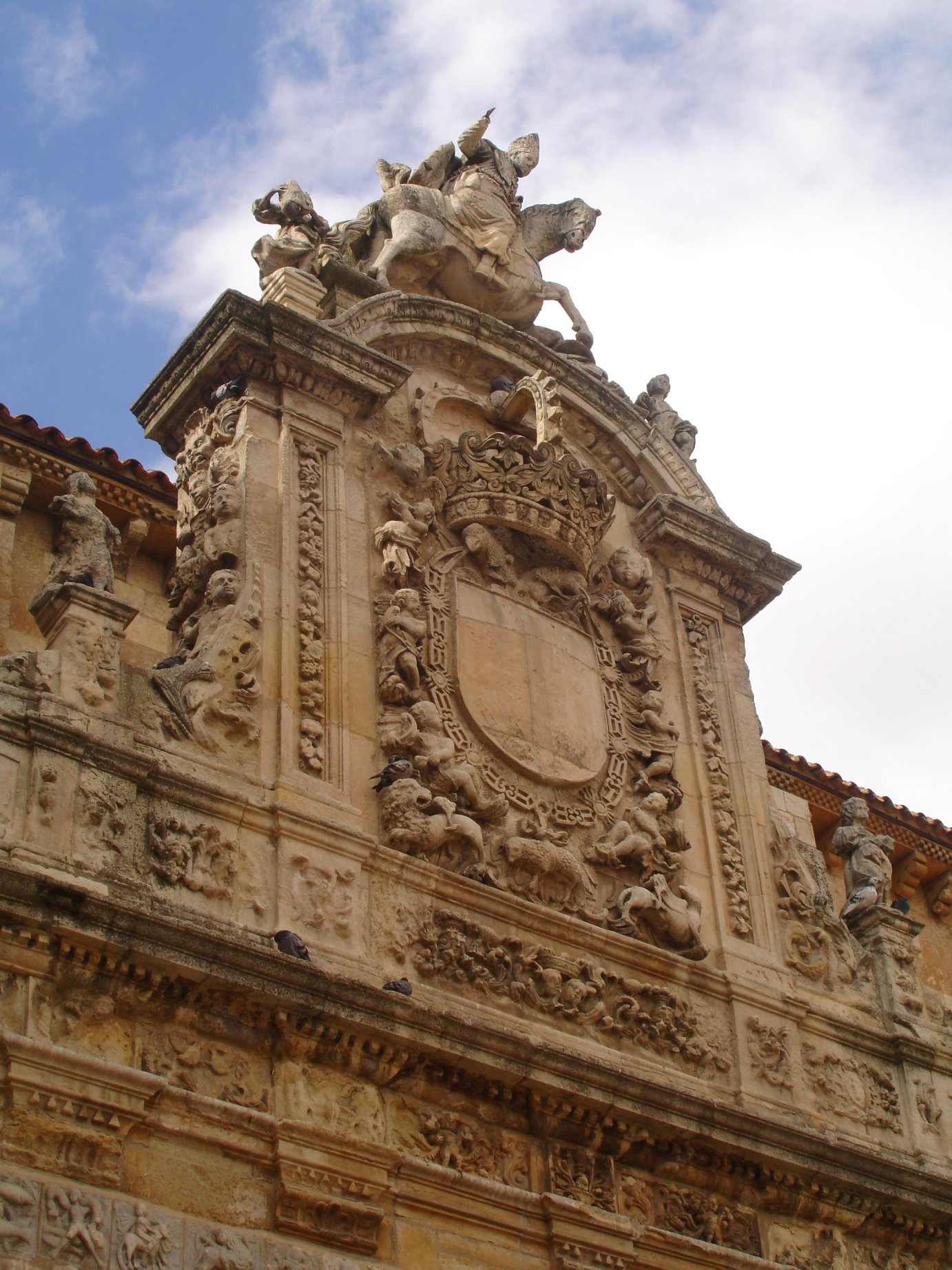
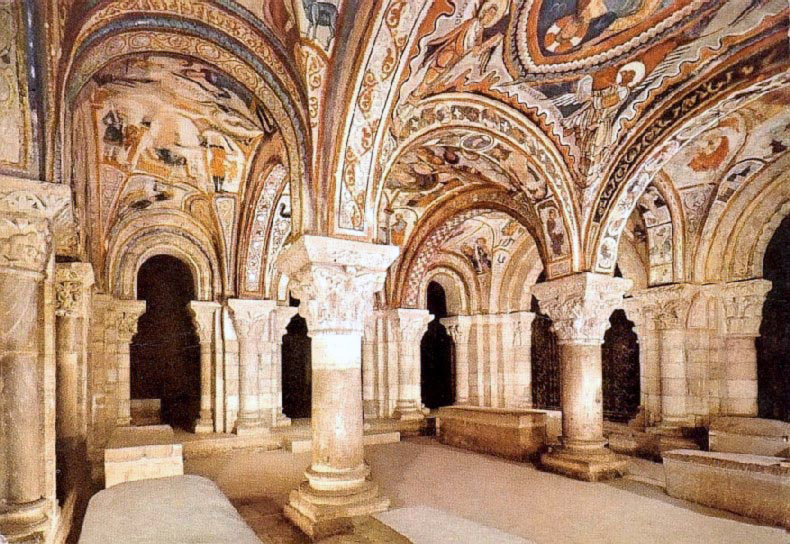
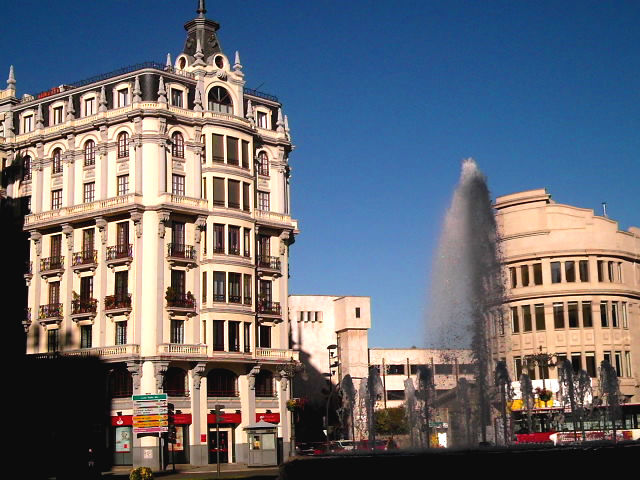
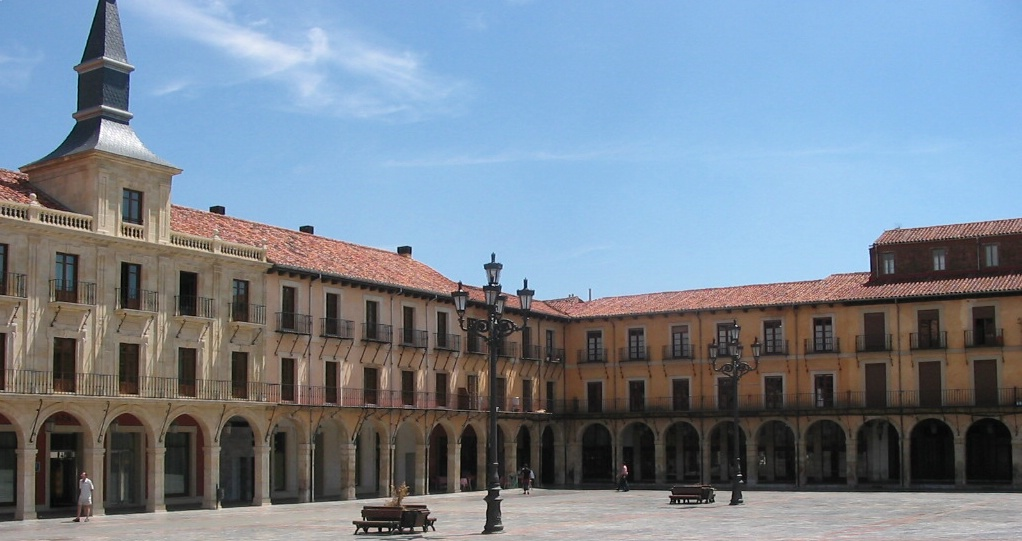
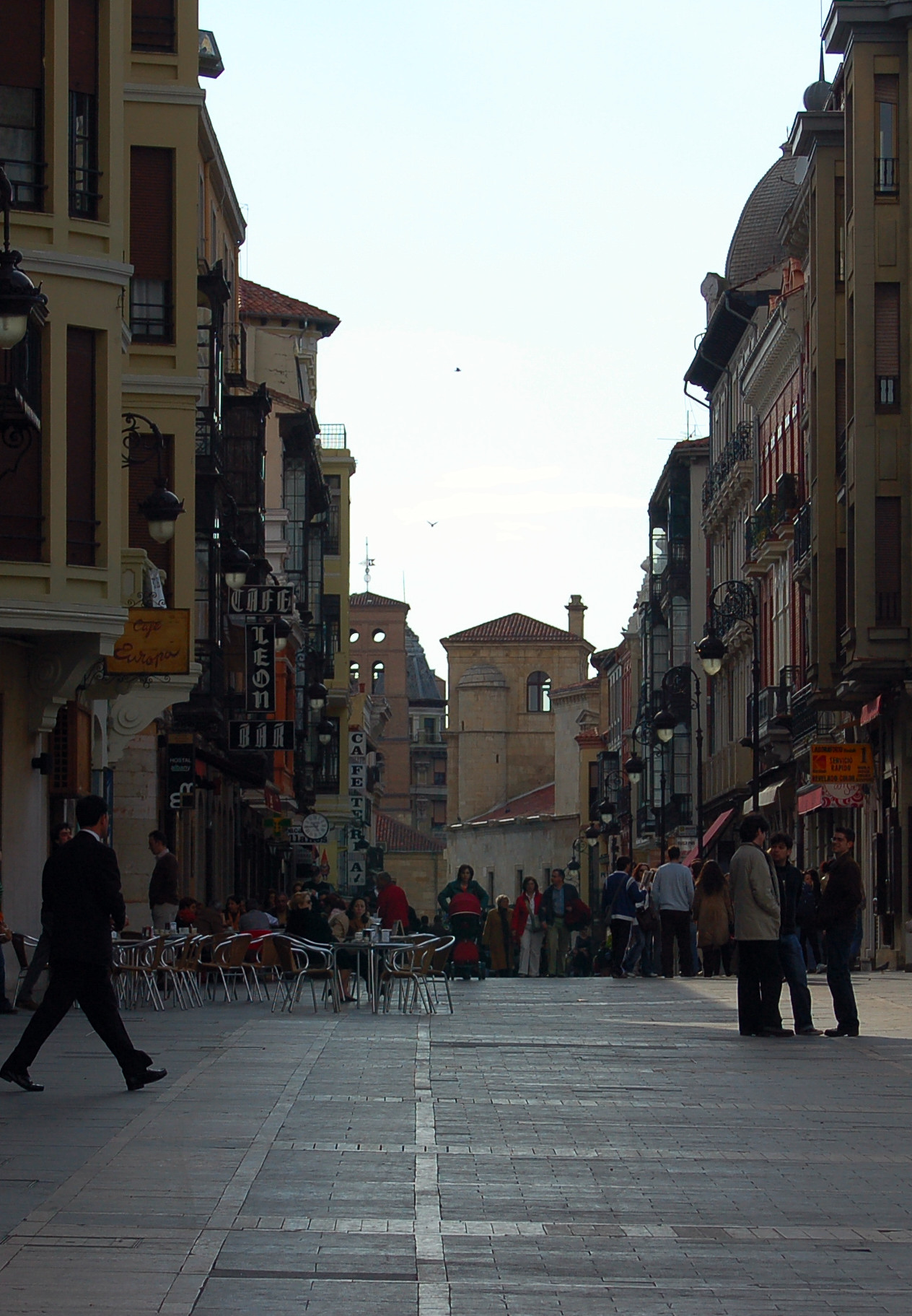
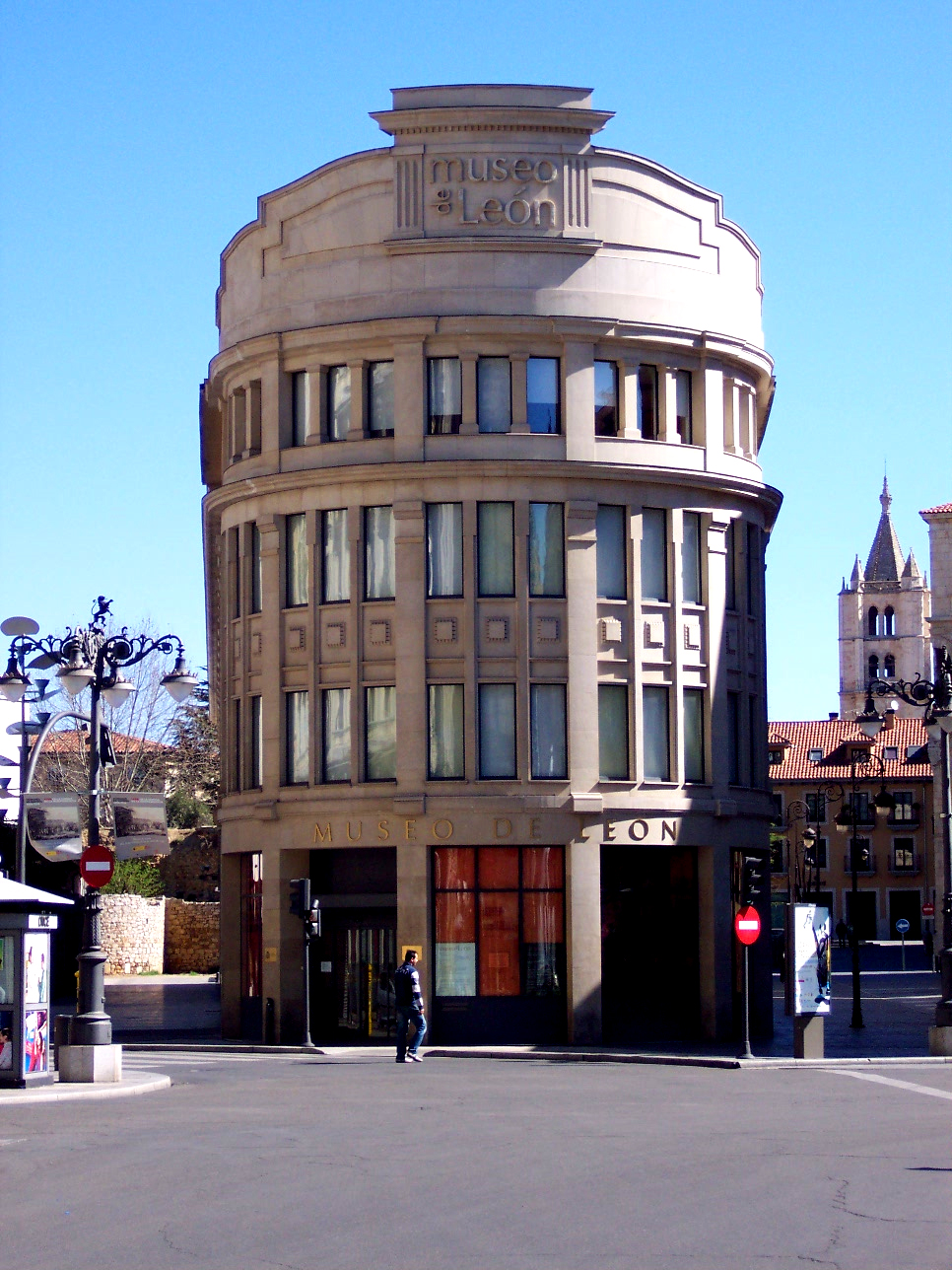
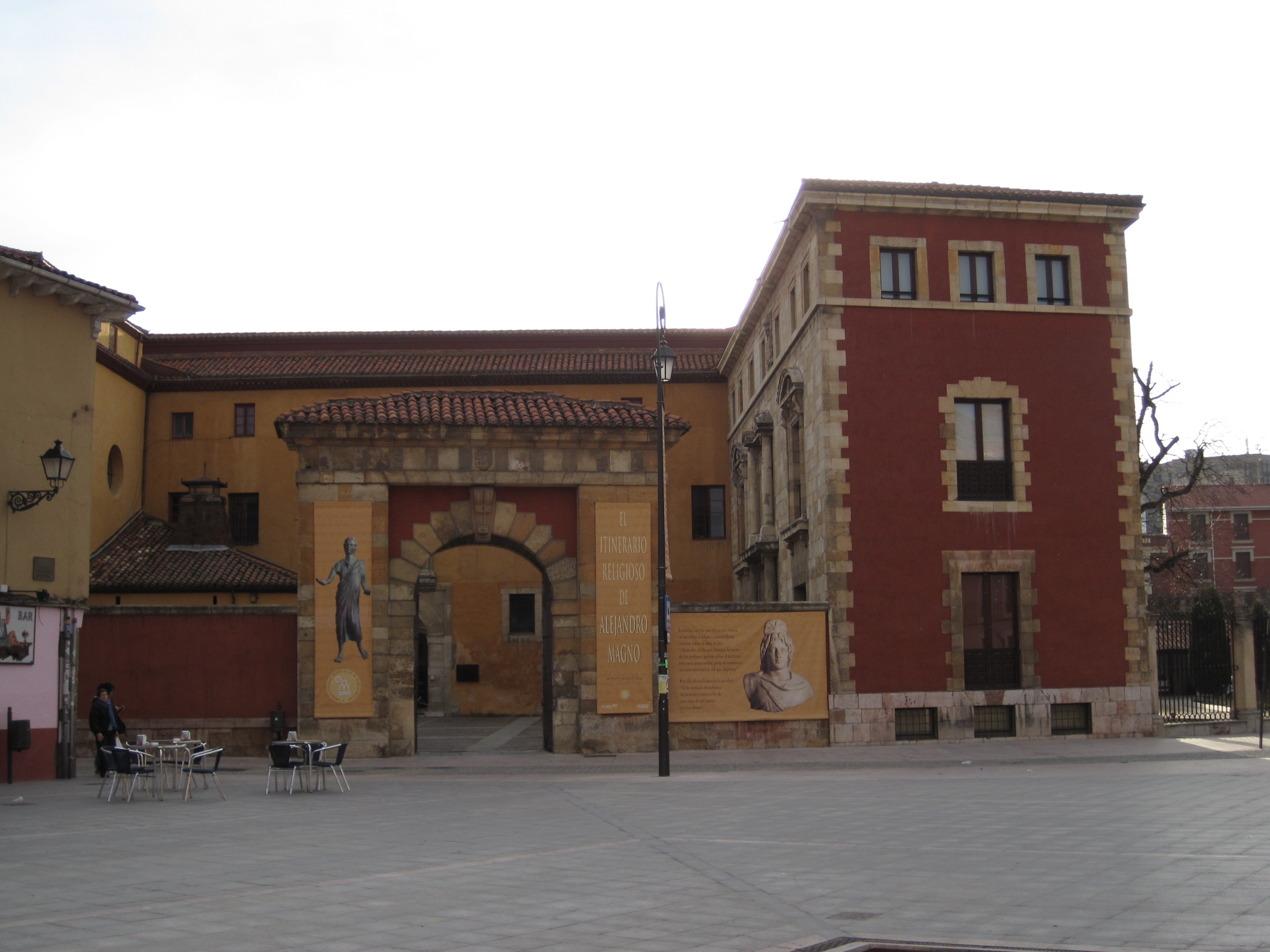
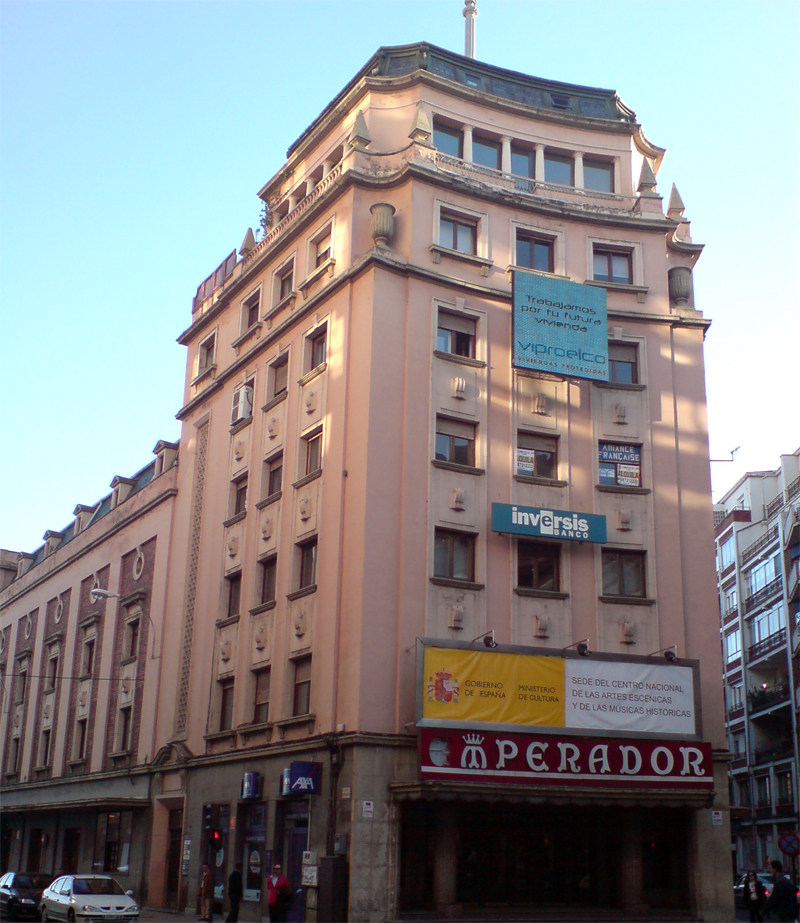